# Tetraloniella viator
Tetraloniella viator là một loài Hymenoptera trong họ Apidae. Loài này được Cockerell mô tả khoa học năm 1911.